# Krétai-tenger
A Krétai-tenger (görögül: Κρητικό Πέλαγος, Kritiko Pelagosz) a Földközi-tenger egy része, az Égei-tenger és Kréta között. 
Határai:
- délen Kréta,
- nyugaton Kithira és Antiküthéra szigetei,
- északon a Kükládok déli szigetei (Milosz, Folegandrosz, Szantorini, Anafi),
- keleten Karpathos szigete.

## Főbb kikötők
Kréta szigetén (nyugatról kelet felé):
- Kastelli-Kissamos
- Haniá
- Souda
- Réthimno
- Iraklio
- Agios Nikolaos
- Sitia

más szigeteken:
- Kasos (Fry)
- Anafi
- Szantorini

## Fordítás
Ez a szócikk részben vagy egészben  a   Kretisches_Meer című német Wikipédia-szócikk fordításán alapul.  Az eredeti cikk szerkesztőit annak laptörténete sorolja fel. Ez a jelzés csupán a megfogalmazás eredetét és a szerzői jogokat jelzi, nem szolgál a cikkben szereplő információk forrásmegjelöléseként.